# Дембоґура (Познанський повіт)
Дембоґура (пол. Dębogóra, нім. Eichenhöhe) — село в Польщі, у гміні Червонак Познанського повіту Великопольського воєводства.
Населення — 162 особи (2011).
У 1975-1998 роках село належало до Познанського воєводства.

## Демографія
Демографічна структура станом на 31 березня 2011 року:
|          | Загалом | Допрацездатний вік | Працездатний вік | Постпрацездатний вік |
| -------- | ------- | ------------------ | ---------------- | -------------------- |
| Чоловіки | 90      | 24                 | 62               | 4                    |
| Жінки    | 72      | 20                 | 43               | 9                    |
| Разом    | 162     | 44                 | 105              | 13                   |